# Carl Gustaf von Liewen (1695–1722)
Carl Gustaf von Liewen, född 1695, död 28 februari 1722, var en svensk hovman.

## Biografi
Carl Gustaf von Liewen född 1695. Han var son till Bernhard von Liewen och grevinnan Hedvig Lovisa Horn af Björneborg. von Liewen var kammarherre hos hertig Karl Fredrik av Holstein-Gottorp. Han avled 1722.

### Egendom
von Liewen ägde Viks slott i Balingsta socken.

### Familj
von Liewen gifte sig 31 maj 1721 med överhovmästarinnan, grevinnan Ulrika Juliana Brahe (1704–1765), dotter till generalmajoren, greve Abraham Brahe och grevinnan Eva Bielke. De fick tillsammans sonen landshövdingen greve Carl Gustaf von Liewen (1722–1770) i Stockholms län. Efter von Liewens död gifte Ulrika Juliana Brahe om sig med riksrådet och generallöjtnanten, greve Nils Gyllenstierna.